# Henri Béraldi
Henri Béraldi (6 de febrero de 1849- 6 de marzo de 1931) fue un escritor, funcionario, historiador del arte, coleccionista y bibliófilo francés.

## Biografía
Nacido en París en 1849, era hijo de un aficionado ilustrado que reunió unos 10 000 retratos grabados. Henri Béraldi siguió, desde los veinte años años de edad, el ejemplo paterno. Funcionario, coleccionista e iconógrafo, en 1874 publicó, bajo el seudónimo de «Henri Draibel», el primer catálogo que se intentó realizar de la obra de Moreau le jeune. Bajo el título Mes estampes (1885), entregó el catálogo de su propia colección y al año siguiente el de la biblioteca Paillet; el título de este último volumen era Bibliothèque d'un Bibliophile (1885). En colaboración con el barón Roger Portalis, publicó Charles Etienne Gaucher (1879) y la obra les Graveurs de XVIII siècle. En 1885 comenzó a publicar Les Graveurs du XIXe siècle. Bajo su nombre real o el seudónimo «Henri Draibel» colaboró en varias revistas. Fue jefe de gabinete del Ministerio de Marina y caballero de la Legión de Honor. El 2 de noviembre de 1887, una orden del Ministro de Bellas Artes nombró a Béraldi miembro del jurado de admisión de la Exposición de 1889 de la sección de Grabado. Béraldi, que también escribió obras como Cent ans aux Pyrénées (1898), falleció en 1931.